# Лунгу, Владислав Валерьевич
Владислав Валерьевич Лунгу (рум. Vladislav Lungu; род. 10 апреля 1977, Бричаны) — молдавский футболист, выступавший на позиции полузащитника.

## Биография
Первыми клубами Лунгу стали «Зимбру» и «Прогресул Бричаны», но ни в одном из них молодой футболист не смог закрепиться. В сезоне 1996/97 он перешёл в «Униспорт-Авто», где наконец стал получать достаточно игровой практики. В 1997 году Лунгу переехал на Украину, подписав контракт с полтавской «Ворсклой». В Полтаве он провёл 13 матчей, включая игры за дубль. Затем футболист играл за клубы низших дивизионов: «Прикарпатье Ивано-Франковск», «Прикарпатье-2» и «Адомс Кременчуг». Тем не менее в сезоне 2000/01 Лунгу подписал контракт со словенским «Целе», где провёл лучшие годы своей карьеры, сыграл 99 матчей и забил 13 голов. Большую часть матчей за сборную Молдавии (всего девять) он сыграл, будучи футболистом «Целе». Сезон 2004/05 он провёл в «Горице», затем были менее успешные годы в российской «Алании» и румынском «Васлуе». После этого Лунгу вернулся в Словению, где провёл два сезона с «Марибором», а завершил карьеру, выступая за российскую «Носту». После ухода со спорта Лунгу вернулся в «Целе» и стал работать скаутом клуба.